# Cássio Ramos
Cássio Ramos (n. 6 iunie 1987, Veranópolis, Brazilia) este un fotbalist brazilian aflat sub contract cu Corinthians.